# Estàtua del Rei En Jaume (Castelló de la Plana)
L'estàtua del Rei En Jaume, de 2.60 metres i realitzada per l'escultor castellonenc Josep Viciano i Martí en 1896, està instal·lada al centre de Castelló a l'avinguda Rei En Jaume és un dels eixos de Castelló més representatius, un lloc on els passos dels castellonencs es creuen milions de vegades, una avinguda plena de terrasses. Representa Jaume I de peu sense cavall, engalanat amb el seu escut i amb l'espasa al cinto i el seu tradicional elm coronat per un drac alat, portant a la mà el que sembla un pergamí enrotllat.